# 高田神社 (真庭市)
高田神社（たかだじんじゃ）は、岡山県真庭市にある神社。
場所は〒717-0013 真庭市勝山775にある。。

## 歴史
久寿２年（１１５５）、紀州熊野から現在の真庭市に勧請され、熊野大権現と名付けられた。
当時は社領３００石の力があった。そして、熊野宮（高田神社）は江戸時代に至るまで地域住民に崇拝されていた。
寛文１１年（１６７１）現在も残っている本殿が建てられた。
1873年に、４４ケ村の中で郷社に指定され、1930年１０月に県社に昇格した
。

## 行事

### 祭事

#### 高田神社祈年祭・帳奉納奉告祭（春祭）
一年の無事や豊作を祈る祭り、並びに帳奉納奉告祭が行われる。

### 例祭
高田神社の例祭として、毎年10月19日に秋祭りが開催される。。

#### 神輿渡御
例祭のメインイベントである神輿渡御は、高田神社の氏子地域を巡行する神事で、四基の神輿が町内を練り歩き、五穀豊穣や無病息災を祈願する。。

#### だんじり
子供たちが乗った山車が町内を巡行する催し物で、だんじりは笛や太鼓の音色に合わせて激しく揺さぶられ、子供たちの元気な掛け声が響き渡る。。

#### 勝山喧嘩だんじり
例祭の最後を飾るイベントで、四基のだんじりが激しくぶつかり合う姿は圧巻である。高田神社以外に、高応神社、一宮神社、鈴神社、玉雲宮でも行われる。